# Мечетин, Александр Анатольевич
Алекса́ндр Анато́льевич Мече́тин (род. 8 июля 1975 года) — российский предприниматель, меценат, основатель крупнейшей российской алкогольной компании «Белуга Групп».

## Биография
Александр Мечетин родился 8 июля 1975 года в городе Партизанск Приморского края. В 1997 году окончил Институт экономики и управления Дальневосточного государственного технического университета, получил степень EMBA Оксфордского университета. В 1998 году создал и возглавил группу «Синергия», которая в 2017 году стала BELUGA GROUP.
2002 году компания под руководством Мечетина приобретает своё первое ликёро-водочное предприятие — завод «Уссурийский бальзам». В течение следующих пяти лет компания приобретает ещё 5 ликеро-водочных заводов, становясь одним из крупнейших игроков на российском рынке крепкого алкоголя. Продукты компании: водки Beluga, «Царь», «Беленькая», «Мягков» — в различные годы лидеры в своих категориях, входят в рейтинги влиятельных международных изданий (IWSR, Drinks International и др.).
В 2007 году BELUGA GROUP первой из российских производителей алкоголя провела IPO, разместив 19% акций по $70 за бумагу.
В 2011 году компания Мечетина открывает представительство компании в США, в этом же году BELUGA GROUP заключает эксклюзивный договор на дистрибуцию брендов шотландской компании William Grant & Sons на территории России. Продолжая реализовывать стратегию по диверсификации бизнеса, компания Александра Мечетина в 2012 году пополняет дистрибуционный портфель брендами всемирно известного коньячного дома Camus. В 2014 году BELUGA GROUP расширяет свой портфель брендами в категории «вино», осуществляя дистрибуцию импортных вин из Италии, Франции, Испании, Чили, ЮАР и других стран. 
В 2016 году BELUGA GROUP и международная компания Bacardi запустили совместный проект по розливу на московской производственной площадке группы шотландского виски William Lawson’s, представив инновационное решение для российского рынка.
В 2017 году группа «Синергия» становится BELUGA GROUP, что было обусловлено выходом компании на новый глобальный этап развития, когда необходимо обеспечить целостность ее восприятия среди целевых аудиторий.
Сегодня BELUGA GROUP — крупнейшая алкогольная компания в России, а также один из главных импортеров алкоголя в стране. Группе принадлежат пять ликеро-водочных заводов, один спиртзавод, винное хозяйство «Поместье Голубицкое», собственная система дистрибуции и сеть розничных магазинов «ВинЛаб». 
В 2022 году Александр Мечетин принял решение об уходе с исполнительных должностей, занимаемых в BELUGA GROUP. Также он перестал быть контролирующим акционером, сократив долю владения акциями с 58% до 39,38%.

### Личная жизнь
Александр поддерживает традиции российского меценатства. В 2013 году по его инициативе был открыт Центр современного искусства «Заря» во Владивостоке. 
В центре регулярно проводятся выставки современных художников, перформансы, инсталляции и другие яркие творческие проекты. На базе ЦСИ «Заря» работает одна из первых российских арт-резиденций, которая дает возможность художникам осуществить творческий визит во Владивосток. Основные задачи центра — это представление на Дальнем востоке России лучших достижений современной культуры России и мира, поддержка художников и местного художественного сообщества. Также «Заря» организует бесплатные мастер-классы и художественные мастерские для детей, увлекающихся искусством.
Среди хобби Александра Мечетина — коллекционирование работ художников нон-конформистов шестидесятников.